# Adélina Lévêque

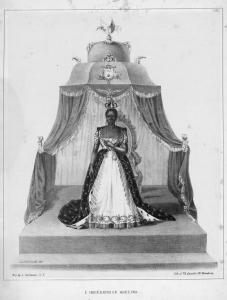
Adélina Lévêque

Élisabeth Adélina Dérival Lévêque, född 1820, död 1878, var kejsarinna av Haiti från 1849 till 1859; gift med kejsar Faustin Soulouque. 
Adélina var dotter till Marie Michel Lévêque, och hade haft ett förhållande med Soulouque i många år innan de gifte sig 1849. Paret kröntes 18 april 1852 i en kröning kopierad efter fransk förebild. Liksom vid Napoleons kröning, krönte Faustin Soulouque sig själv med egna händer och sedan henne. Hon hade en dotter, Olive Soulouque, som år 1850 adopterades av Soulouque och fick titeln prinsessa. Hon fick ett barn med Faustin Soulouque; dottern Célita. 
I egenskap av kejsarinna fick Adelina en lön på 50 000 gourdes. Hennes far, mor, fem bröder, tre systrar och fem mostrar och andra släktingar fick titlar och underhåll och anställning vid hovet. Hennes föräldrar fick titeln prins och prinsessa med tilltalet "Ers Nåd", och hennes fem fastrar blev hennes hovdamer. Enligt besökaren John Bigelow (1817-1911) hade hon en uppvaktning bestående av en allmoseutdelare, två dame d'honneur, 56 dame du palais, 22 dames de la chapelle (hovdamer), kammarherrar och pager: alla från den nya adel Faustin hade utnämnt och med titlar som hertig, greve, markis och baron. Som kejsarinna deltog hon i offentlig representation och gav audienser och mottagning varje tisdag. 
Den 22 januari 1859 evakuerades Faustin Soulouques familj till Kingston på Jamaica. Familjen tilläts återvända till Haiti, där Faustin dog 1867 och Adelina 1878. 